# Doom II: Hell on Earth
Doom II: Hell on Earth — компьютерная игра в жанре шутера от первого лица, разработанная компанией id Software. Изначально была выпущена в 1994 году для персональных компьютеров под управлением MS-DOS. Является продолжением игры Doom, которая вышла в свет годом ранее.  В отличие от Doom 1993 года, которая распространялась по условно-бесплатной схеме по почтовым заказам, игра Doom II продавалась в магазинах.

## Игровой процесс
Doom II является игрой в жанре шутера от первого лица. Игра не имеет заметных отличий от Doom 1993 года. В игре используется псевдотрёхмерная графика со спрайтами врагов и предметов. Суть игры по-прежнему заключалась в том, чтобы искать способ перейти с одного уровня на другой, по пути уничтожая монстров. Небольшим нововведением в области игрового процесса можно считать то, что вместо трёх небольших эпизодов, которые можно проходить в любом порядке, игра содержит один большой эпизод с периодическими текстовыми сюжетными вставками. Это означает, что игрок не лишается подобранного оружия, патронов и брони с началом нового эпизода.
По ходу игры пользователю встречаются различные виды противников, имеющие разные запасы здоровья и виды атак. Почти у каждого вида противников есть несколько типов атак, применение которых зависит от различных факторов во время боя. Кроме обычных врагов в играх присутствуют боссы — противники с большим запасом здоровья и гораздо более сильными видами атак. В отличие от большинства игр, где каждый босс обычно появляется в единственном числе и лишь единожды за всю игру, боссы в Doom 2 могут появляться несколько раз за игру.
Для уничтожения противников игроку доступен арсенал оружия, который представлен вымышленными огнестрельными и энергетическими видами оружия, бензопилой, а также ближним боем. Игрок может носить все виды оружия одновременно и применять их в любой момент времени. Патроны для оружия могут быть получены из устранённых противников или подобраны с соответствующих мест на уровнях. Также игрок может подбирать бонусы здоровья и брони. На уровнях иногда можно встретить и другие бонусы: например, временную неуязвимость или невидимость. Данные бонусы обычно находятся в секретных частях уровней или хорошо защищены со стороны противника.

## Сюжет
Действие игры начинается вскоре после событий Doom. Игрок снова управляет безымянным морпехом из игры, расправившимся с силами Ада на Фобосе, Деймосе и Марсе в оригинальной игре. Оказавшись на своей родной Земле, он обнаруживает, что она тоже стала жертвой нашествия монстров.
На протяжении 30 уровней (не считая двух секретных) морпех снова сталкивается с полчищами созданий Ада. В какой-то момент он узнаёт, что немногочисленные выжившие земляне находятся в космопорте. С его помощью они спасаются на транспортном корабле. Морпех остаётся единственным живым существом на планете и спокойно ожидает смерти, удовлетворённый тем, что человеческая цивилизация спасена и сможет снова возродиться где-то в глубинах космоса. Но несколько минут спустя он получает сообщение от беглецов о том, что они обнаружили место, откуда в нашу реальность вторглись силы ада. Морпех добирается до врат между измерениями, но не видит способа закрыть их. В поисках решения он отправляется в ад.
В конце концов морпех, пробившись сквозь полчища созданий Ада, находит жилище огромного и самого могущественного демона среди всех, Иконы Греха (Бафомета). Он уничтожает Икону Греха, поразив ракетами её незащищённый мозг. Её смерть вызывает опустошение в Аду, а портал на Землю закрывается. Морпех задается вопросом, куда пойдут злые люди, когда они умрут теперь, когда Ад был разрушен, и размышляет, что восстанавливать мир будет веселее, чем спасать его, когда он начинает своё путешествие домой.

## Разработка и выпуск

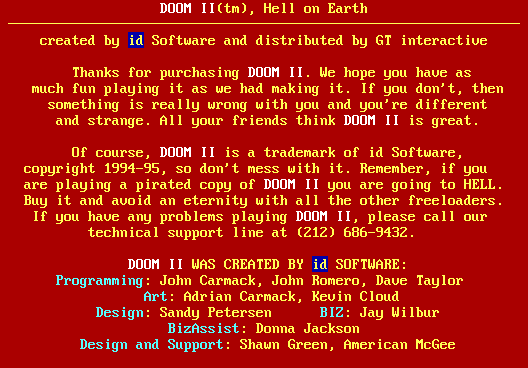
Заключительный экран игры с информацией о разработчиках и благодарностями.

Во время переговоров насчёт издания глава GT Interactive, Рон Чаймович, предложил id Software выпустить в розницу «условную Doom II». Команда согласилась на его предложение и заключила сделку с бюджетом в 2 миллиона долларов. Лицензионная версия скомпилирована 29 августа 1994 года. Вторая игра в серии, получившая подзаголовок Hell on Earth, была выпущена для персональных компьютеров под управление MS-DOS 30 сентября в США и 10 октября в Европе в розницу. Так как Doom II использовала уже существующий, написанный для оригинальной Doom, код, полный цикл разработки игры занял около 8 месяцев и она не имела визуальных отличий от оригинальной игры, но отличалась отсутствием разделения на эпизоды, одним новым оружием и несколькими новыми видами врагов.
Впоследствии игра была портирована на множество других платформ. Первым вышел порт для компьютеров под управлением Mac OS — версия для данной операционной системы была выпущена 27 июня 1995 года. Далее последовал выпуск версий для различных приставок: 16 ноября 1995 года в продажу поступила версия для PlayStation, 28 октября 2002 года состоялся релиз версии для портативной приставки Game Boy Advance, 11 мая 2004 вышел порт для Tapwave Zodiac, 3 апреля 2005 года игра стала доступна для оригинальной Xbox. 26 мая 2010 года Doom 2 вышла для Xbox 360, при этом в данную версию игры был добавлен дополнительный эпизод — No Rest for the Living.
16 октября 2012 года для Windows, PlayStation 3 и Xbox 360 была выпущена обновленная версия Doom 3 под названием Doom 3: BFG Edition, которая включает в себя не только саму Doom 3 и её дополнения, но и The Ultimate Doom и Doom 2 c No Rest for the Living. В 2015 году BFG Edition в аналогичном составе было портировано компанией Nvidia на свои Android-устройства семейства Shield. 26 июля 2019 года Doom 3 была выпущена для PlayStation 4, Xbox One, Nintendo Switch, а Doom и Doom 2 были портированы сразу на 5 новых платформ: в один день появились версии для PlayStation 4, Xbox One, Nintendo Switch, iOS, а также самостоятельная версия для Android.
В Германии, из-за проблем с законодательством, игра вышла в специальной версии 1.666g, без секретных «нацистских» уровней 31 и 32.

## Отзывы и критика
| Сводный рейтинг | Сводный рейтинг | Сводный рейтинг | Сводный рейтинг |
| Издание         | Оценка          | Оценка          | Оценка          |
| Издание         | GBA             | PC              | Xbox 360        |
| --------------- | --------------- | --------------- | --------------- |
| GameRankings    | 76,64 %         | 95,00 %         | 77,36 %         |
| Metacritic      | N/A             | 83/100          | 77/100          |

Doom II была очень хорошо принята критиками и игроками. Количество проданных копий достигло двух миллионов. На тот момент это была самая коммерчески успешная игра id Software: полученная прибыль составила около 100 миллионов долларов. В 1995 году Doom II выиграла премию Origins Award в номинации «Лучшая компьютерная игра в стиле фэнтези и научной фантастики 1994 года».

## Наследие
На основе этой игры был разработан Final Doom с эпизодами TNT: Evilution и The Plutonia Experiment.
После выхода Doom II большая часть создателей модификаций переключили свои усилия с Doom на него.
Последний тайник игры по-честному удалось обнаружить спустя 24 года после выхода игры: игрок под никнеймом Zero Master добрался до него без чит-кодов на 15 уровне под названием Industrial Zone, что было отмечено игровыми СМИ, и вызвало похвалу в адрес игрока от самого́ Джона Ромеро.